# Pouce (anatomie)
Pour les articles homonymes, voir Pouce.
En anatomie, le pouce est le premier doigt de la main chez les primates dont l'être humain. Il est composé de deux phalanges seulement, la première s'articulant, en-haut, avec le premier métacarpien. Sa mobilité et sa capacité à se placer en opposition aux autres doigts (pulpe contre pulpe) offre à la main son rôle de préhension. Dans la nomenclature anatomique, il est nommé pollex.
Le premier orteil (parfois appelé doigt de pied) porte chez l'humain la dénomination classique Hallux ou parfois gros orteil. Il n'est pas opposable chez l'humain.

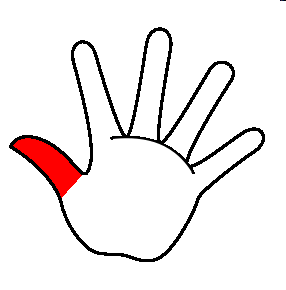
Pouce de la main gauche

## Terminologie
Le substantif masculin, « pouce » (prononcé : [pus]) est issu du latin pollicem, accusatif de pollex, de même sens,. En ancien français, la graphie ‹ pouz › est attestée au XIIe siècle. D'après le Trésor de la langue française informatisé, sa plus ancienne occurrence se trouve dans les Lois de Guillaume le Conquérant, vers 1130 ; l'absence de e final est due à une syncope précoce de la pénultième atone. La graphie ‹ pouce › est attestée dès le XIIIe siècle.
Dans son Dictionnaire, l'Académie française définit le pouce comme le « doigt de la main (...) qui est opposable aux autres doigts et permet la préhension ».
Pour le Trésor de la langue française informatisé, « pouce » s'emploie également pour désigner le doigt des mammifères qui ne comporte que deux phalanges — qu'il soit ou non opposable aux autres doigts — ainsi que le doigt le plus court, le plus gros et le plus fort des tétrapodes — quel que soit le nombre de ses phalanges.
Par simple analogie avec le pouce de la main, le gros orteil est parfois, à tort (abusivement), appelé « Pouce du pied ».

## Embryologie
Le pouce est un doigt différent des autres ; non seulement par son positionnement différent (opposable aux autres doigts), mais aussi par une phalange absente. Cette morphologie atypique serait due au fait que le pouce de l'embryon des mammifères est construit sous le contrôle d'un seul gène architecte (le Hox 13), alors que chacun des autres doigts l'est par un groupe de plusieurs gènes Hox (Hox 10, 11, 12).

## Symbolique

### Pouce vers le haut
Un pouce vers le haut peut symboliser : 
- Une affirmation, une confirmation, une félicitation,
- Un encouragement,
- Dans la croyance populaire (dont la première illustration semble être le tableau Pollice Verso de Jean-Léon Gérôme peint en 1872), les empereurs romains levaient le pouce pour gracier les gladiateurs vaincus[b].
- En plongée sous-marine, cela signifie : « on remonte »
- Lors de jeux d’enfant, le retrait momentané d’un joueur ou la suspension du jeu
- Le symbole Unicode U+1F44D représente « Pouce vers le haut » : 👍

### Pouce vers le bas
Un pouce vers le bas peut symboliser : 
- Une désapprobation ;
- Il se pourrait que les empereurs romains baissaient le pouce pour demander la mise à mort des gladiateurs vaincus[b] ;
- En plongée sous-marine, cela signifie : « on descend ».

Remarque : Le symbole Unicode U+1F44E représente « Pouce vers le bas » : 👎.

### Pouce à l'horizontale
Un pouce agité à l'horizontale (ou vers le haut) peut signifier :
- un appel au taxi ;
- une demande d'auto-stop.

## Apparition du pouce opposable
Le pouce opposable est apparu la première fois pendant la période du Jurassique avec un ptérosaure nommé Monkeydactyl doté de cette caractéristique.
Indépendamment, le pouce est apparu une seconde fois il y a 56 millions d'années chez Carpolestes, un  plésiadapiforme quadrupède.

## Expressions utilisant le mot «pouce»
- Dire pouce, Lever le(s) pouce(s) ou mettre les pouces signifie demander une pause, voire abandonner, dans un jeu ou dans processus qui parait de plus en plus difficile ;
- Se tourner les pouces : ne rien faire ;
- Donner un coup de pouce : aider ponctuellement mais de façon significative ;
- Faire du pouce : faire de l'auto-stop. Les Québécois nomment pouceux les autostoppeurs ;
- Manger sur le pouce : manger très rapidement, souvent dans des lieux de restauration rapide ;
- Mettre un pouce bleu : Aimer un contenu sur Internet généralement ;
- Avoir les pouces verts : cette expression à la même signification qu'avoir la main verte : être doué pour s'occuper des plantes, les faire pousser notamment. En 1957, Maurice Druon a écrit un conte pour enfants sur ce phénomène : Tistou les pouces verts.